# 错那雪兔子
错那雪兔子（学名：Saussurea gassypiphora var. conaensis）为菊科风毛菊属下的一个变种。

## 扩展阅读
- 維基物種上的相關：错那雪兔子